# Скінень (Саскут, Бакеу)
Скінень, Скінені (рум. Schineni) — село у повіті Бакеу в Румунії. Входить до складу комуни Саскут.
Село розташоване на відстані 210 км на північ від Бухареста, 44 км на південь від Бакеу, 113 км на південь від Ясс, 111 км на північний захід від Галаца, 129 км на північний схід від Брашова.

## Населення
За даними перепису населення 2002 року у селі проживали 586 осіб, усі — румуни. Усі жителі села рідною мовою назвали румунську.